# Herrschaft Erguel

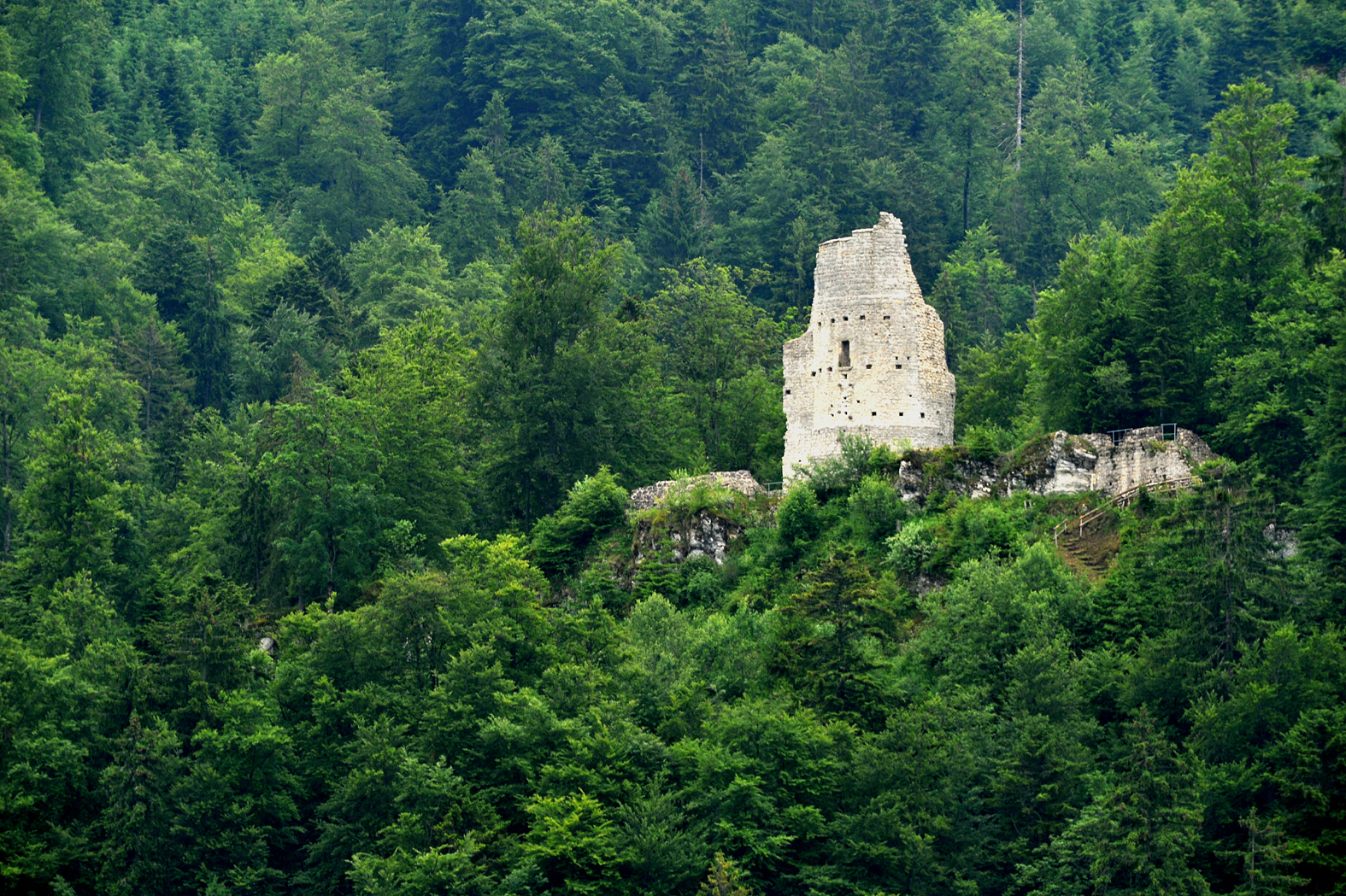
Ruine des Château d’Erguël bei Sonvilier

Erguel (französisch Erguël) war eine Herrschaft (Vogtei) im Fürstbistum Basel, die vom 13. Jahrhundert bis 1797 bestand, und in etwa dem heutigen Berner Amtsbezirk Courtelary entspricht. Den Namen Erguel tragen auch das namensgebende Geschlecht sowie die Burgruine Erguel von Sonvilier, welche als besterhaltene Burgruine des Berner Juras gilt.

## 11. bis 16. Jahrhundert
Das Erguel umfasste das Suze-Tal (den sogenannten Suzingau), Tramelan und Pieterlen; letzteres liegt heute im Verwaltungskreis Biel/Bienne. Die Vogtei ist nach den Herren von Erguël (auch Arguel) benannt, denen im 11. Jahrhundert die Verwaltung übertragen wurde. Die Herren von Erguel – ursprünglich aus der Franche-Comté stammend – amteten auch als Kastvögte des Klosters Saint-Imier und besassen Eigengüter im Vallon de Saint-Imier. 1178 und 1184 wird Heinrich von Erguël als erster seiner Familie erwähnt. 1264 tritt Otto von Arguel das Amt des Kastvogts im Ausgleich für Rechte im Elsass an den Bischof von Basel ab.
Daraufhin wurde ein Amtmann auf der Burg Erguel eingesetzt, das Erguel wurde jedoch vom Meier des Bischofs in Biel verwaltet. Die Stadt Biel übte ab dem 13. Jahrhundert das Bannerrecht (das militärische Aufgebot) im unteren, ab 1393 auch das Bannerrecht im oberen Erguel aus. Ab 1335 stand das Kloster Saint-Imier unter der Vormundschaft Biels; dieser Burgrechtsvertrag wurde 1479 erneuert. Ab 1493 wurde das Erguel von Biel verwaltet. Die Gemeindevorsteher der zwanzig Dörfer und Weiler des Erguels wurden zu ausführenden Organen der Stadt. 1530 wurde das Erguel von Biel gezwungen, die Reformation anzunehmen, Solothurn nahm das Kapitel Saint-Imier auf. 1553 wurde die Herrschaft vom Bistum Basel für 7'000 Kronen an Biel verpfändet. Dies rief Beunruhigung im Erguel hervor; die Erguelianer erreichten mit Hilfe von Solothurn, dass der Vertrag gekündigt wurde. Daraufhin schlossen die Leute des Erguel 1555 einen Burgrechtsvertrag mit Solothurn ab und verlangten 1556 von ihren Herren die Bestätigung ihrer Gewohnheitsrechte und Freiheiten.

## Vom Bieler Tauschhandel (1599) bis zu den Landestroublen
Der 1575–1608 regierende Basler Fürstbischof Jakob Christoph Blarer von Wartensee beabsichtigte seit den 1590er Jahren die Rekatholisierung des Erguel und wollte für das Fürstbistum die Kontrolle über die Herrschaft wieder gewinnen. Diese Gegenreformation stiess auf Widerstand; Verhandlungen mit Bern – dem Bündnispartner Biels – seit 1596 führten jedoch zum Bieler Tauschhandel vom  27. September 1599: Biels Rechte im Erguel wurden stark eingeschränkt, dafür erhielt Bern Rechte im Fürstbistum Basel. 1607 wurde der Vertrag aufgehoben; mit dem Badener Vertrag vom 28. Mai 1610 blieb Biel dem Erguel endgültig nur noch das Bannerrecht. Ein Gewohnheitsrecht wurde eingeführt, 1606 wurde in Courtelary ein Kastlan als direkter Vertreter des Bischofs eingesetzt; die Berufungsinstanz wurde nach Pruntrut verlegt.
Johann Konrad von Reinach-Hirtzbach wollte 1726 das Fürstbistum Basel im Sinn des aufgeklärten Absolutismus reformieren; diese Reformen riefen Widerstand – die sogenannten Landestroublen – hervor, zuerst im Erguel. Für das Erguel wurde die nämliche Verordnung wieder aufgehoben. Mit der souveränen Erklärung von 1742 blieben die Freiheiten der Herrschaft Erguel allerdings eingeschränkt.

## Nach der Französischen Revolution bis 1815
Bis 1797 rückten dank der Neutralität der Eidgenossenschaft keine französischen Truppen ins Erguel vor, welche bereits 1792 das Bistum Basel besetzten und Frankreich damit Biels direkter Nachbar wurden. Der Fürstbischof Franz Joseph Sigismund von Roggenbach, der nach der Besetzung des Bistums nach Konstanz geflohen war, setzte eine provisorische Regentschaft ein, die jedoch vom Erguel nicht akzeptiert wurde.
Noch vor Zeit der Helvetik versuchte die patriotische Gesellschaft von Erguel 1797 vergeblich, die Unabhängigkeit zu erlangen und im Verbund mit Biel – das bereits seit dem 15. Jahrhundert ein eigenständiger zugewandter Ort der Eidgenossenschaft werden wollte – eine freie Republik zu bilden. Die Unabhängigkeitsbemühungen blieben jedoch vergeblich.
Im Dezember 1797 wurde das Erguel französisch besetzt und dem Département Mont-Terrible zugeschlagen. Von 1800 bis 1814 gehörte das Erguel dem Département Haut-Rhin an, wo es den Kanton Courtelary des Arrondissements Delsberg bildete. 1814 war das Erguel Bestandteil des Generalgouvernements eines Vetters des Fürsten Metternich, Baron Konrad Karl Friedrich von Andlau (von Birseck), der vergeblich versuchte, aus dem ehemaligen Fürstbistum Basel einen Kanton unter seiner Herrschaft zu machen.
1815 wurde das Erguel mit Bern vereinigt und bildete fortan das Amt Courtelary.

## Käse
In der Fromagerie de Courtelary wird ein traditioneller Rohmilchkäse hergestellt, der unter dem Markennamen Erguel in den Handel kommt. Der Erguel ist einer der ältesten Berg-Halbhartkäse aus dem Jura. Er wird zwischen fünf und sechseinhalb Monaten gelagert.